# Esther Ramón
Esther Ramón Bonifacio (Madrid, 1970) es una poeta y crítica literaria española, y es profesora asociada en la Universidad Carlos III de Madrid.

## Trayectoria
Ramón se doctoró en Teoría de la Literatura y Literatura comparada por la Universidad Autónoma de Madrid (UAM) con su tesis Como en mí se habla la singularidad poética de Pedro Casariego Córdoba, y es profesora asociada de Teoría de la Literatura y Literatura comparada en la Universidad Carlos III de Madrid.
Sus poemas han sido traducidos al inglés, francés, rumano, noruego, sueco, portugués y árabe, e incluidos en antologías como Panic cure. Poetry from Spain for the 21st Century (publicada en Inglaterra por Shearsman Books y en Estados Unidos por Otis Books/Seismincity Editions). Además, su obra ha sido publicada por revistas internacionales como las francesas Europe, Place de la Sorbonne, Le Monde des livres, y las estadounidenses Columbia Journal, The Offing y Los Angeles Review.
Aparte de su faceta creativa, Ramón también ha publicado artículos de crítica literaria en diversas revistas, visibilizando a otras poetas como la escritora Chantal Maillard.
Ha sido coordinadora de redacción de la revista Minerva, en el Círculo de Bellas Artes de Madrid,  y lleva desde principios del siglo XXI impartiendo talleres de escritura creativa en diversas instituciones como Fuentetaja, La Casa Encendida, el Círculo de Bellas Artes de Madrid, la Universidad Complutense de Madrid, la Universidad Internacional Menéndez Pelayo, el Bates College (Lewiston, Maine), o los Centros penitenciarios de Aranjuez y Estremera.
Ramón participó como editora e investigadora en OSLO PILOT, proyecto de investigación desarrollado entre 2015 y 2016 para investigar el papel del arte en la esfera pública. También ha sido directora de los programas de poesía Definición de savia durante cinco años, que se emitió en Radio Círculo, emisora del Círculo de Bellas Artes de Madrid, con periodicidad semanal, de 2009 a 2013, y La herrería (Getafe Radio), que se emitió en 2019, en la Fundación Centro de Poesía José Hierro, donde imparte talleres de escritura poética desde 2012.
Es asimismo profesora del Máster Internacional de Fotografía y gestión de proyectos del Centro Internacional de Fotografía y Cine EFTI, donde imparte un curso denominado "El ojo interior: poética de la mirada", sobre los cruces entre lo fotográfico y lo poético, así como del Máster en Artes y Profesiones Artísticas de la Escuela Sur, donde imparte el curso "Poesía en diálogo con otras artes".

## Reconocimientos
En 2008, Ramón fue galardonada, ex aequo a Francisco José Sevilla, con el Premio Ojo Crítico de poesía por su poemario Reses, galardón otorgado por Radio Nacional de España a personas menores de 40 años que destacan en determinadas modalidades (en este caso poesía).

## Obra

### Poemarios
- 2002 - Tundra. Igitur. ISBN 978-84-95142-21-4.
- 2008 - Reses. Trea. ISBN 978-84-9704-742-5.
- 2009 - Grisu . Trea. ISBN 978-84-9704-475-2.
- 2011 - Sales. Amargord. ISBN 978-84-92560-96-7.
- 2013 - Caza con hurones. Icaria. ISBN 978-84-9888-377-0.
- 2014 - Desfrío. Varasek. ISBN 978-84-9425-729-2.
- 2015 - Morada. Calambur. ISBN 978-84-8359-360-8.
- 2017 - En flecha. La Palma. ISBN 978-84-9465-897-6.
- 2019 - Sellada. Bala Perdida Madrid. ISBN 978-84-1205-154-4.

### Antologías
- 2006 - Poetas en blanco y negro. Abada. ISBN 978-84-96258-76-1.
- 2010 - Poetas a orillas de Machado. Abada. ISBN 978-84-96775-73-2.
- 2010 - Pájaros raíces, en torno a José Ángel Valente. Abada. ISBN 978-84-96775-74-9.
- 2012 - Por donde pasa la poesía. Baile del sol. ISBN 978-84-15019-80-0.
- 2013 - Panic Cure: Poetry from Spain for the 21st Century . Shearsman Books (Reino Unido) & Seismicity Editions (Estados Unidos). ISBN 978-1848612952.
- 2017 - Sombras di-versas. Dieciséis poetas españolas actuales. Vaso roto. ISBN 978-84-947401-3-8.
- 2017 - Poéticas del malestar. El gallo de oro. ISBN 978-84-16575-23-7.

### Ensayos colectivos
- 2017 - La mecánica de la escritura creativa. En busca de una voz propia. Universidad de Alcalá. ISBN 978-84-16978-12-0.
- 2017 - Lectura de Paul Celan. Abada editores. ISBN 978-84-16160-61-7.
- 2019 - La Parole impossible. Regards croisés autour de la traduction de César Vallejo, Marina Tsvetaeva et Paul Celan. Hermann. ISBN 979-10-370-0181-8.
- 2020 - Gedichte voll von Welt: Essays und Gespräche zur spanischsprachigen Poesie der Gegenwart. Ripperger & Kremers. ISBN 9783943999488.

### Narrativa
- 2022- Los naipes de Delphine. Fórcola.